# Alain Couriol
Alain Couriol é um ex-futebolista francês. Ele competiu na Copa do Mundo FIFA de 1982, sediada na Espanha, na qual a seleção de seu país terminou na quarta colocação dentre os 16 participantes.